# Пархане
Пархане (пол. Parchanie) — село в Польщі, у гміні Домброва-Біскупія Іновроцлавського повіту Куявсько-Поморського воєводства.
Населення — 313 осіб (2011).
У 1975-1998 роках село належало до Бидгощського воєводства.

## Демографія
Демографічна структура станом на 31 березня 2011 року:
|          | Загалом | Допрацездатний вік | Працездатний вік | Постпрацездатний вік |
| -------- | ------- | ------------------ | ---------------- | -------------------- |
| Чоловіки | 147     | 29                 | 105              | 13                   |
| Жінки    | 166     | 34                 | 100              | 32                   |
| Разом    | 313     | 63                 | 205              | 45                   |